# Funció de dissipació de Rayleigh
En física, la funció de dissipació de Rayleigh, que porta el nom de Lord Rayleigh, és una funció utilitzada per gestionar els efectes de les forces de fricció proporcionals a la velocitat en la mecànica lagrangiana. Va ser introduït per primera vegada per ell el 1873.
Si la força de fricció sobre una partícula amb velocitat {\displaystyle {\vec {v}}} es pot escriure com {\displaystyle {\vec {F}}_{f}=-{\vec {k}}\cdot {\vec {v}}}, la funció de dissipació de Rayleigh es pot definir per a un sistema de {\displaystyle N} partícules com
{\displaystyle R(v)={\frac {1}{2}}\sum _{i=1}^{N}(k_{x}v_{i,x}^{2}+k_{y}v_{i,y}^{2}+k_{z}v_{i,z}^{2}).}
Aquesta funció representa la meitat de la velocitat de dissipació d'energia del sistema per fricció. La força de fricció és negativa el gradient de velocitat de la funció de dissipació, {\displaystyle {\vec {F}}_{f}=-\nabla _{v}R(v)}, anàloga que una força sigui igual al gradient de posició negatiu d'un potencial. Aquesta relació es representa en termes del conjunt de coordenades generalitzades {\displaystyle q_{i}=\left\{q_{1},q_{2},\ldots q_{n}\right\}} com 
{\displaystyle {\vec {F}}_{f}=-{\frac {\partial R}{\partial {\dot {q}}_{i}}}}.
Com que la fricció no és conservadora, s'inclou al {\displaystyle Q_{i}} terme de les equacions de Lagrange,
{\displaystyle {\frac {d}{dt}}{\frac {\partial L}{\partial {\dot {q_{i}}}}}-{\frac {\partial L}{\partial q_{i}}}=Q_{i}}.
L'aplicació del valor de la força de fricció descrita per coordenades generalitzades a les equacions d'Euler-Lagrange dóna (vegeu [Goldstein 1980, p. 24])
{\displaystyle {\frac {d}{dt}}{\big (}{\frac {\partial L}{\partial {\dot {q_{i}}}}}{\big )}-{\frac {\partial L}{\partial q_{i}}}=-{\frac {\partial R}{\partial {\dot {q}}_{i}}}}.
Rayleigh escriu el Lagrangià {\displaystyle L} com a energia cinètica {\displaystyle T} menys energia potencial {\displaystyle V}, que produeix l'equació de Rayleigh (26) de 1873.
{\displaystyle {\frac {d}{dt}}{\big (}{\frac {\partial T}{\partial {\dot {q_{i}}}}}{\big )}+{\frac {\partial R}{\partial {\dot {q}}_{i}}}+{\frac {\partial V}{\partial q_{i}}}=0}.
Des de la dècada del 1970 el nom potencial de dissipació de Rayleigh per {\displaystyle R} és més comú. A més, la teoria original es generalitza a partir de funcions quadràtiques {\displaystyle q\mapsto R({\dot {\dot {q}}})={\frac {1}{2}}{\dot {q}}\cdot \mathbb {V} {\dot {q}}} a potencials de dissipació que depenen de {\displaystyle q} (llavors anomenada dependència de l'estat) i no són quadratiques, la qual cosa condueix a lleis de fricció no lineals com en la fricció de Coulomb o en la plasticitat. La hipòtesi principal és, doncs, que el mapeig {\displaystyle {\dot {q}}\mapsto R(q,{\dot {q}})} és convex i satisfà {\displaystyle 0=R(q,0)\leq R(q,{\dot {q}})} (vegeu per exemple [Moreau 1971], [Lebon, Jou, Casas-Vázquez 2008] i [Mielke 2023]).